# S/2004 S 29
S/2004 S 29 es un satélite natural de Saturno y un miembro del grupo Inuit. Su descubrimiento fue anunciado por Scott S. Sheppard, David C. Jewitt y Jan Kleyna el 7 de octubre de 2019 a partir de observaciones tomadas entre el 12 de diciembre de 2004 y el 17 de enero de 2007.
S/2004 S 29 tiene unos 4 kilómetros de diámetro y orbita a Saturno a una distancia promedio de 16,981 Gm en 826,44 días, con una inclinación de 45,1° a la eclíptica, con una excentricidad de 0,44.